# 金森努
金森 努（かなもり つとむ）は、日本のコンサルタント、ダイレクトマーケター、マーケティング講師。

## 概要
有限会社金森マーケティング事務所取締役社長。
1965年11月27日生まれ。東京都出身。
東洋大学法学部経営法学科（現・企業法学科）卒業。大手コールセンター、コンサルティング会社を経て、電通ワンダーマンに入社。
元々はテレマーケティングを専門としており、テレマーケティングの分野では新領域であった、コンタクトセンター立ち上げ、IVR（音声自動応答装置）のプロモーション活用など行ってきた。
現在では、CRM(顧客関係管理)、ナレッジマネジメント、及びマーケティングのコンサルティングを専門とし、青山学院大学経済学部非常勤講師としてベンチャー・マーケティング論を担当。企業のマーケティング研修や、研修会社の公開講座にも多数登壇している。
マーケティングとしては新しい領域に関わることが多いことから、自身のブログの内容などが引用・掲載されることが多い。

## 著書
- 金森努著『“いま”をつかむマーケティング』（アニモ出版、2011年）
- 金森努著『実例でわかる!差別化マーケティング成功の法則』（TAC出版、2009年）
- 金森努著『図解 よくわかるこれからのマーケティング (なるほど! これでわかった)』（同文社出版、2011年）
- 鈴木準・金森努・家弓正彦共著「広告ビジネス戦略」（誠文堂新光社、2010年）
- 金森努・竹林実篤共著『ポーター×コトラー 仕事現場で使えるマーケティングの実践法が2.5時間でわかる本』（TAC出版、2012年）
- 金森努著『最新版・図解 よくわかるこれからのマーケティング (なるほど! これでわかった)』（同文社出版、2016年）
- 金森努著『9のフレームワークで理解するマーケティング超入門』（同文社出版、2019年）
- 金森努著『3訂版・図解 よくわかるこれからのマーケティング (なるほど! これでわかった)』（同文社出版、2022年）
- 共著『技術マーケティングによる新規事業・R&Dテーマの発掘』（技術情報協会、2024年）